# Satyricon
 For alternative betydninger, se Satyricon (flertydig). (Se også artikler, som begynder med Satyricon)
Satyricon er en antik satirisk roman, skrevet af den romerske forfatter Petronius midt i 1. århundrede e.Kr.
Romanens fortæller og hovedperson er den unge mand Encolpius. Han beretter om sin rejse i Italien sammen med sin ven Aschyltos og den 16-årige Giton. Under rejsen kommer de tre ud for mange bizarre oplevelser, og desuden er der også indlagt andre historier, sagn, digte mv. i romanen.
I dag er kun fragmenter af romanen overleveret; det længste er beretningen om Trimalchios Middag (Cena Trimalchionis): De tre rejsende kommer med til en middag hos den stenrige frigivne slave Trimalchio, som nyder at underholde selskabet ved at prale med sin rigdom og snakke om sig selv.
Selve fortællingen er skrevet på et almindeligt dannet, men hverdagsagtigt og ikke højstemt latin, mens direkte tale ofte er gengivet på vulgærlatin (dvs. jævnt folkeligt latin). Satyricon en af vores vigtigste kilder til viden om, hvordan vulgærlatin lød i denne periode.